# همة (اسم)
همة هو اسم علم مذكر من أصل عربي، ومعناه هو العزم التصميم الشيخ الفانيوقد يكتبونه «همت» على التلفظ العثماني، وهو خطأ.

## وصلات خارجية
- موسوعة السلطان قابوس لأسماء العرب